# Марія Коувацу
Марія Коувацу (2 листопада 1979, Афіни, Греція) — грецька шахістка, жіночий гросмейстер (1999). Чемпіонка світу серед юніорів (1999).

## Біографія
Марія навчилася грати в шахи у віці п'яти років, коли її сім’я переїхала на Крит (Ханья). У 1992 році стала чемпіонкою Греції серед дівчат до 16 років. У 1995, 1996 та 1999 роках Коувацу вигравала чемпіонат Греції серед юніорів.
Коувацу працювала стоматологинею у Афінах до 2009 року. З 2012 року працює в посольстві Греції в Пекіні.